# Panthalassa
Panthalassa cunoscută ca Oceanul Panthalassa, sau ca Oceanul Panthalassan (din greacă πένα , însemnând „Ocean”), a fost superoceanul care a înconjurat continentul „Pangeea” timp de milioane de ani. În timpul tranziției paleozoice-mezozoice ocupa aproape 70% din întreg globul pământesc. Panthalassa s-a împărțit în alte oceane mai mici datorită subducției continue a continentelor care s-au separat cu timpul (așa cum continentul american s-a separat de Africa și Eurasia, între ele formându-se Oceanul Atlantic).
Câteodată, acest supercontinent mai era numit „Paleo-Pacific” („Pacificul Vechi”) sau mai era supranumit și „Proto-Pacific” datorită formării sale în centrul erei mezozoicului.

## Formarea
La descompunerea continentului Rodinia, acum 870-845 de milioane de ani în urmă, vestul Kalahari și China de sud s-au despărțit de Laurentia. Australia și Antarctica încet, încet, se despărțeau (acum 720 de milioane de ani în urmă). În Jurassicul Târziu, placa din Pacific se deschide într-o joncțiune triplă între plăcile Pallalassic Farallon, Phoenix și Izanagi.
În Laurentia de Vest (în America de Nord) a avut loc o distrugere tectonică cea a adâncit bazine mari în partea de vest a Laurentiei. Oceanul global al Miroviei, un ocean ce a înconjurat Rodinia, a început să se micșoreze în timp ce Oceanul Pan-African și Panthalassa se extindeau continuu.

## Legături externe
- „Early Triassic”. Paleomap project. 24 ianuarie 2001. Accesat în 27 decembrie 2016.